# Palazzo di Brera
Il palazzo di Brera è un edificio storico di Milano situato in via Brera n. 28. Il palazzo, costruito nel XVII secolo per ospitare il collegio della compagnia di Gesù, ospita oggi vari istituzioni, tra le quali la pinacoteca di Brera, la Biblioteca Nazionale Braidense e l'accademia di belle arti.

## Storia

### Origini

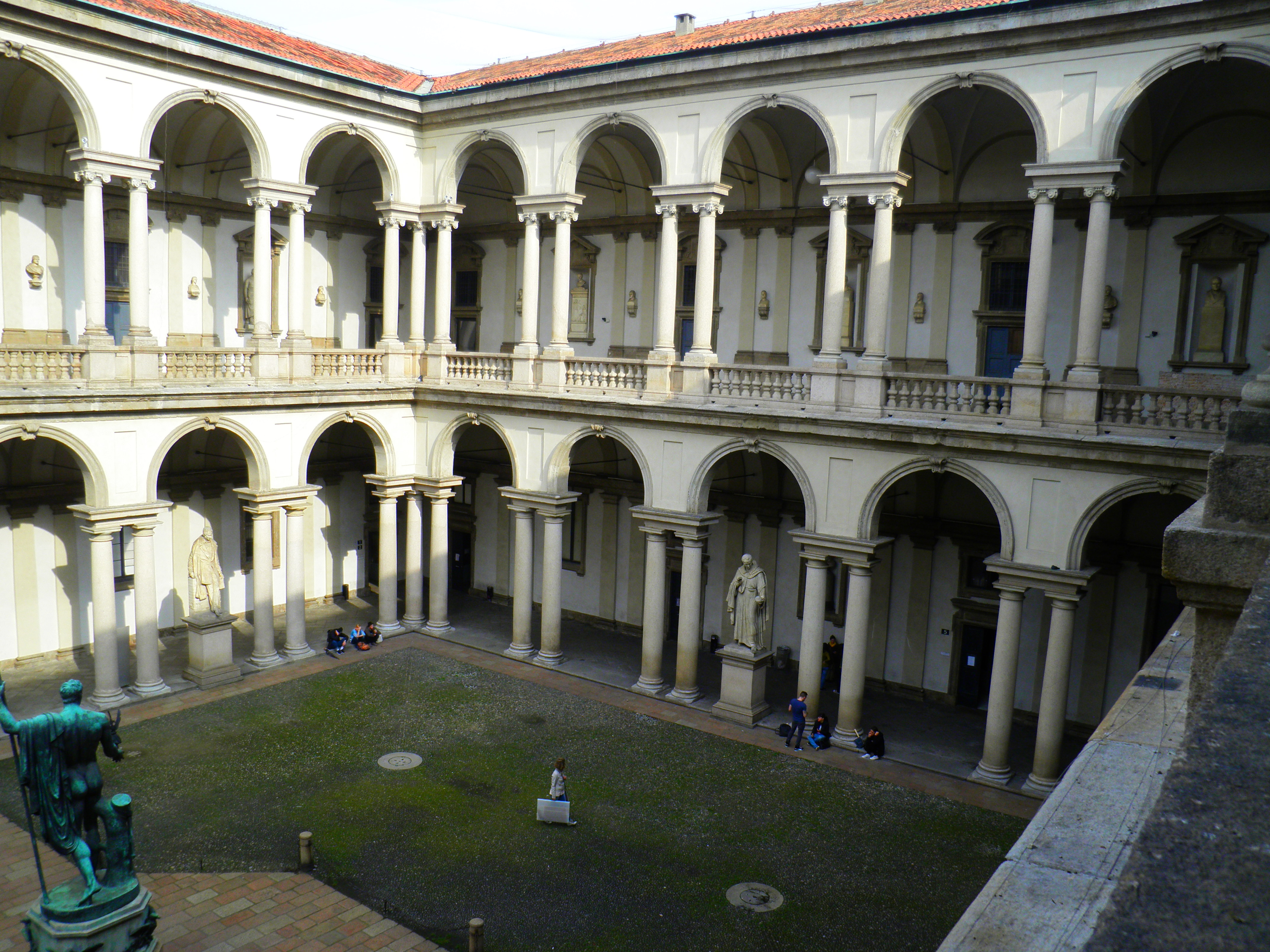
Il cortile interno

Il termine brera deriva dal longobardo braida e rimase nel latino medievale per indicare un "campo o un terreno in prossimità dell'abitato" o come "terra chiusa". In alcuni dialetti lombardi il termine breda indicava un possedimento costituito da più campi con una casa colonica.
Nel 1173 la zona era indicata come borgo nella brera del Guercio. In un atto del 7 novembre 1178 è indicato che un terreno di 12 pertiche e otto tavole, posto nella braida detta del Guercio di Baggio (braida que fuit de Guertio de Badagio), venne acquistato per alcuni religiosi che intendevano viverci. Nel 1198 Suzo, "prelato della congregazione dei frati della braida del fu Guercio da Baggio", acquistò altri terreni confinanti. Questi frati erano Umiliati, ordine religioso riconosciuto ufficialmente da papa Innocenzo III solo nel 1201; dediti principalmente alla lavorazione della lana, divennero una potente associazioni religiosa ed economica del tardo Medioevo milanese.
Il monastero di Brera costituiva la casa madre dell'ordine ed era affiancato dalla chiesa di Santa Maria in Brera.
L'ordine religioso fu abolito nel 1571 con bolla pontificia di papa Pio V e il convento di Brera fu ceduto ai Gesuiti per la realizzazione di un'istituzione a scopo d'istruzione.

### Collegio della Compagnia di Gesù

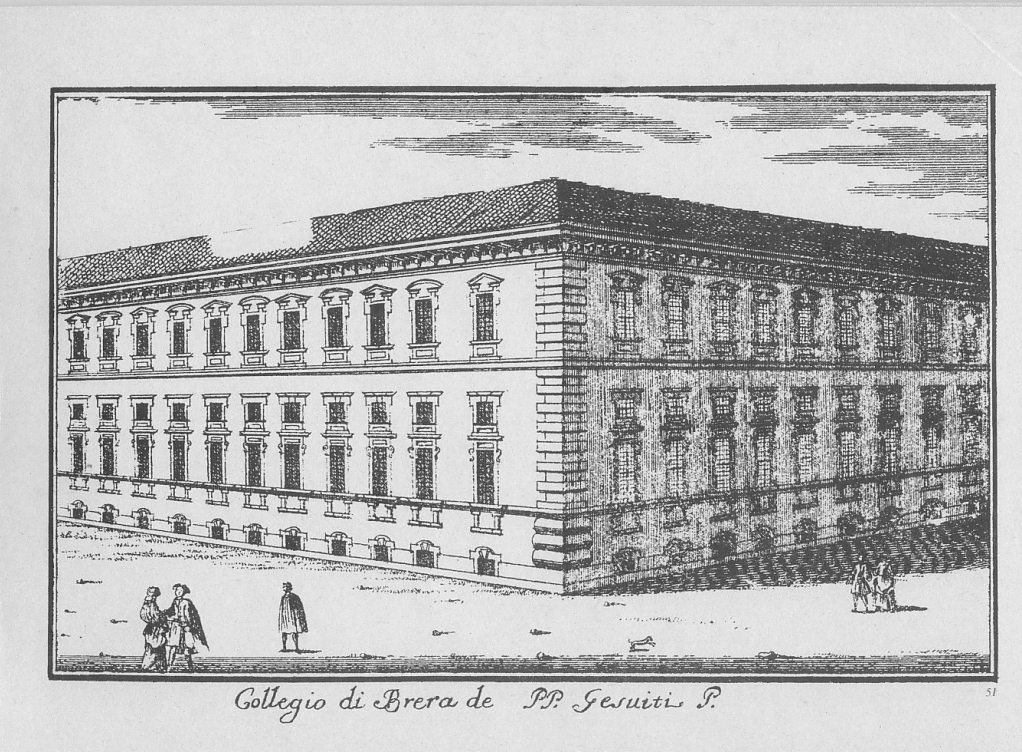
Collegio di Brera dei padri Gesuiti, 1745 circa

Si impose la necessità di costruire un nuovo e più ampio edificio. I primi progetti furono realizzati da Martino Bassi e prevedevano soluzioni diverse: un cortile quadrato o rettangolare oppure tre diversi cortili. I lavori iniziarono nel 1591, ma la morte di Bassi nello stesso anno, rallentò molto la realizzazione.
Nel 1615 Francesco Maria Richini, importante architetto dell'epoca in Lombardia, fu incaricato della direzione dei lavori e presentò nuovi progetti. Anche a causa della pestilenza però, il progetto venne approvato solo nel 1651. Alla morte del Richini, la direzione dei lavori passò al figlio Giandomenico e successivamente fu assegnata a Gerolamo Quadrio e a Pietro Giorgio Rossone, che mantennero il progetto del Richini.
Già nel 1760 all'interno del collegio era attivo un osservatorio e attorno al 1764-1765 fu realizzata la specola astronomica che fu potenziata negli anni successivi e fu diretta da importanti astronomi dell'epoca come Ruggero Giuseppe Boscovich.

### Palazzo delle scienze e delle arti
Soppressa la Compagnia di Gesù nel 1773, l'edificio era ancora incompiuto e privo della facciata. Il governo austriaco affidò il completamento a Giuseppe Piermarini che lo portò a termine tra il 1778 e il 1795.
Divenuto Reale Palazzo, Maria Teresa d'Austria lo adibì a sede delle Scuole Palatine (un appartamento del Palazzo fu peraltro abitato, fino alla sua morte, da Giuseppe Parini, che a partire dal 1769 tenne la cattedra di Belle Lettere) e, oltre alle già esistente scuole aperte dai Gesuiti, vi trovarono sede nuove istituzioni.
- La biblioteca di Brera venne fondata grazie all'unione delle biblioteche di Brera e di San Fedele, lasciate dai Gesuiti. Si aggiunsero varie donazioni di biblioteche private come quelle di Carlo Pertusati e di Albrecht von Haller.

- L'orto, già dei Gesuiti, dal 1774 fu trasformato in orto botanico, diretto dal padre vallombrosano Fulgenzio Witman e destinato agli studenti di botanica officinale a Brera. Nel 1817 venne affidato al collegio di Sant'Alessandro. Nel 1863 passò all'Istituto tecnico superiore di Milano e ne fu direttore Théodore Caruel.

- L'Accademia di belle arti venne fondata nel 1776, dotandola di un contributo annuo di 10.000 lire provenienti dai soppressi beni ecclesiastici.

Nel 1786 venne realizzato un orologio pubblico che doveva servire di riferimento agli altri orologi milanesi.

### Epoca napoleonica

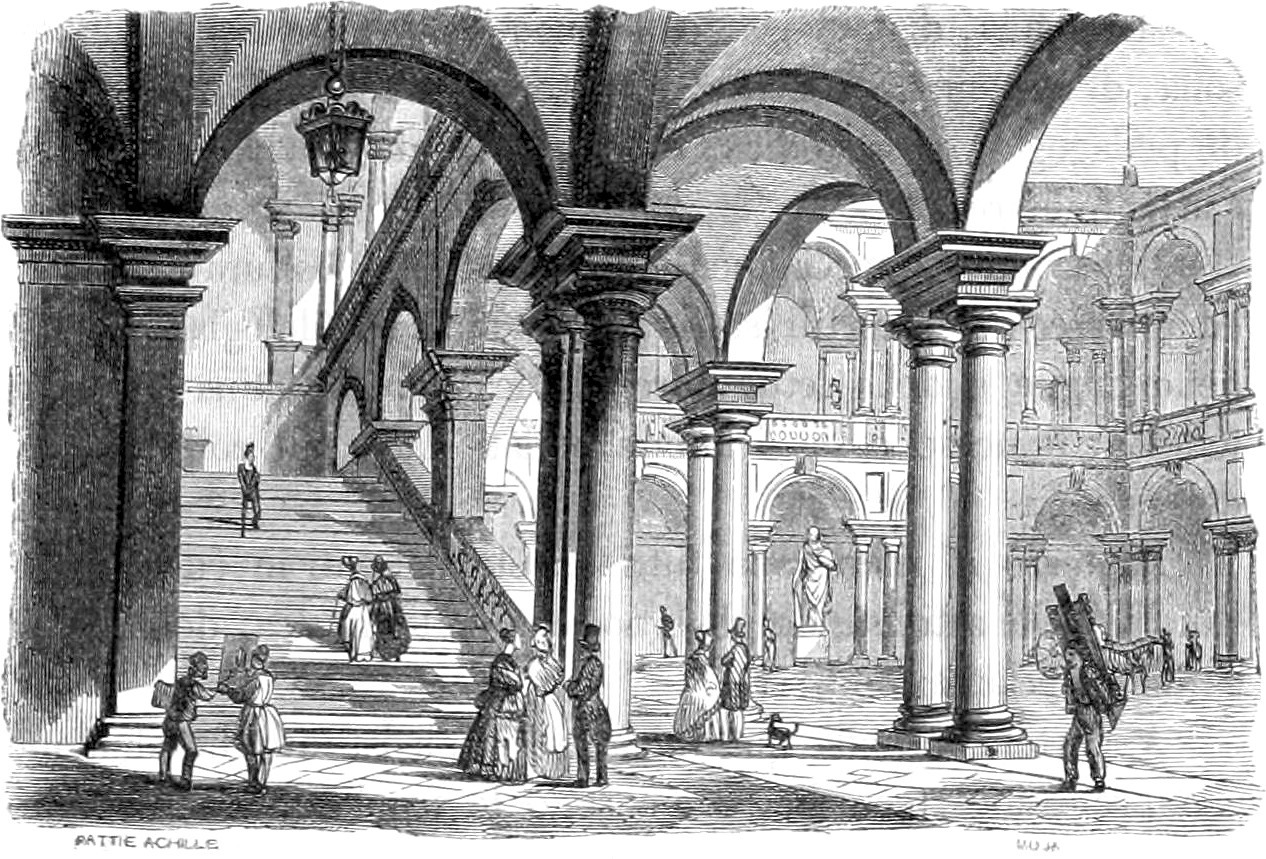
Cortile del palazzo di Brera, 1844

All'inizio dell'Ottocento si aggiunsero nuove istituzioni.
- L'Istituto nazionale, fondato nel 1802 a Bologna, venne trasferito a Milano nel 1810 nel palazzo di Brera con il nome di Istituto di scienze, lettere ed arti. Nel 1838 venne suddiviso in Imperial Regio Istituto Lombardo di Scienze, Lettere ed Arti e Istituto veneto.

- In concomitanza con le spoliazioni napoleoniche dei beni artistici italiani, parte dei dipinti sottratti alle chiese vennero fatti confluire nei centri principali per la creazione di pinacoteche a scopo didattico. A Milano nel primo decennio dell'Ottocento iniziò la creazione delle gallerie come parte dell'Accademia di belle arti; solo dal 1882 la pinacoteca di Brera si separò come istituzione autonoma ed ebbe come primo direttore Giuseppe Bertini.

### Altri enti
Dal 2013 la Società storica lombarda ha sede presso la Biblioteca Nazionale Braidense.

## Edificio

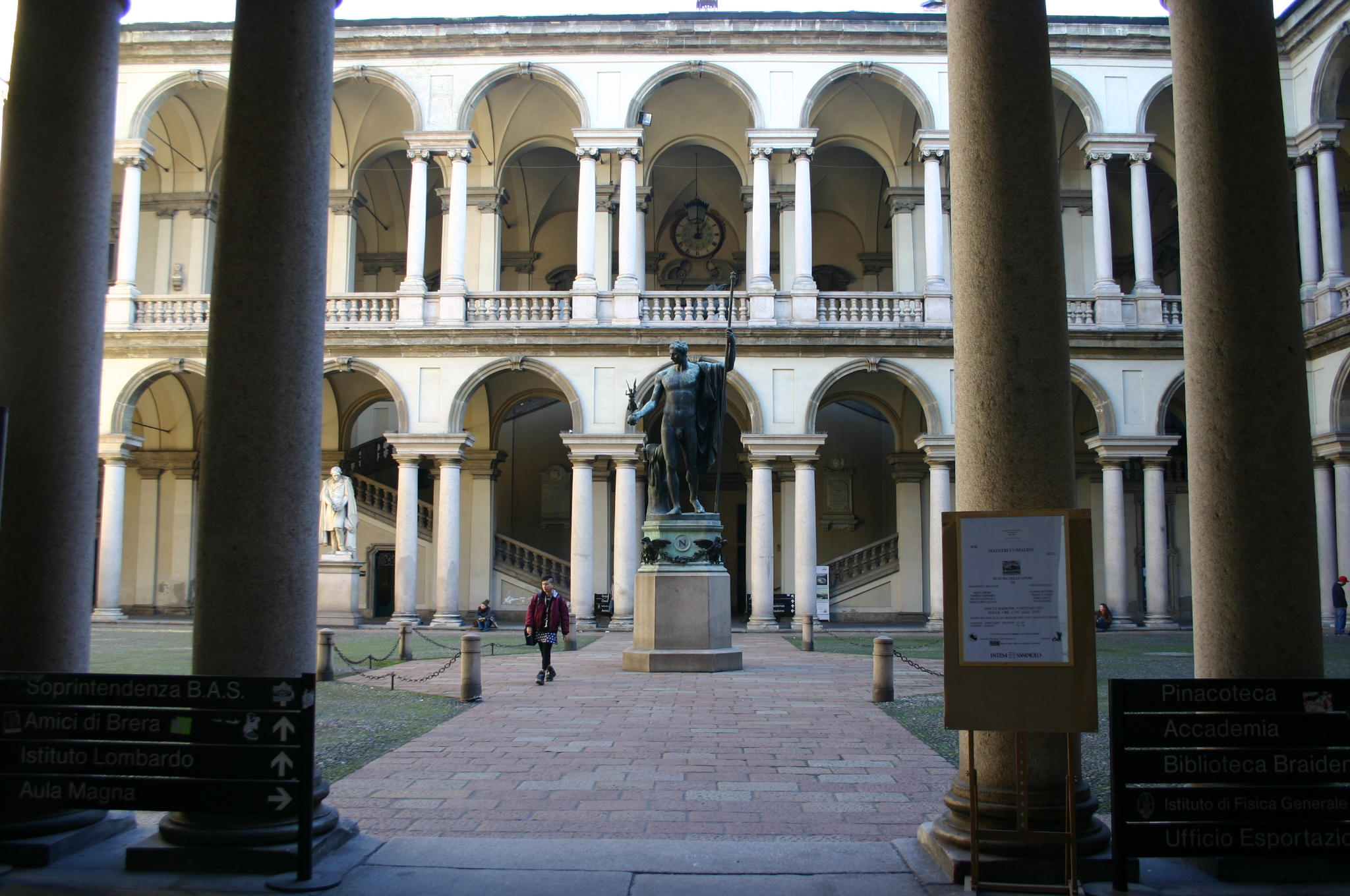
L'ingresso verso il cortile

L'edificio attuale rispetta il progetto del Richini con un esterno in mattoni di colore rosso scuro con rinforzi agli angoli. Presenta regolari paraste a bugnato e cornici sporgenti marcapiano. Le finestre hanno frontoni in pietra.
Il palazzo si apre sul cortile d'onore circondato da un elegante porticato su due piani: gli archi al piano terreno sono alla serliana con colonne di ordine dorico, al primo piano gli archi alla serliana si ripetono ma con colonne di ordine jonico, mentre al centro è situato il Napoleone Bonaparte come Marte pacificatore, copia in bronzo di un marmo di Antonio Canova.

### Le due guerre mondiali
Durante la prima guerra mondiale le sale del palazzo di Brera furono chiuse. Dopo la sconfitta di Caporetto, i quadri della pinacoteca furono temporaneamente trasferiti a Roma.
Con l'inizio della seconda guerra mondiale i quadri furono immediatamente trasferiti. Il palazzo fu colpito dai bombardamenti tra 7 e 8 agosto 1943. Dopo il conflitto fu però rapidamente ricostruito e le sale riaprirono nel 1950.